# Emmanuel Desgrées du Loû (colonel)
Ne doit pas être confondu avec Emmanuel Desgrées du Loû.
Pour les autres membres de la famille, voir Famille Desgrées du Loû.
Emmanuel Paul Jean François Marie Desgrées du Loû, né à Rennes le 16 juin 1925, mort à Paris 15e le 16 novembre 2003, est un colonel de l'armée de l'air, notamment connu pour avoir été le dernier aide de camp du général de Gaulle.

## Biographie

Armes des Desgrées du Loû.

Issu de la famille bretonne Desgrées du Loû, petit-fils d'Emmanuel Desgrées du Loû et fils de journaliste, Emmanuel est engagé volontaire en 1944 à 19 ans, dans la 2e division blindée du général Leclerc. Il effectue la campagne d'Alsace au sein du troisième bataillon du régiment de marche du Tchad, du 28 septembre 1944 au 1er février 1945.
Passé dans l'Armée de l'Air, devenu capitaine, il est choisi par le général de Gaulle pour être membre de son état-major particulier à partir de 1959. À ce titre, il contribue notamment à organiser les voyages et la vie privée du général.
En juin 1969, le lieutenant-colonel Emmanuel Desgrées du Loû devient l'aide de camp du général de Gaulle, qu'il représente aux cérémonies et dont il organise les déplacements. Il reste à ce poste jusqu'à la mort du général, en novembre 1970. Il prend en charge le travail d'archivage des dossiers et l'organisation des obsèques,.
Ensuite colonel, Desgrées du Loû assure une œuvre de coordination jusqu'à sa mort en 2003.

## Distinctions
- Officier de la Légion d'honneur.
- Commandeur de l'ordre national du Mérite.
- Croix de guerre 1939-1945.

## Sources bibliographiques
- Éric Chiaradia, L'entourage du général de Gaulle : juin 1958-avril 1969, Publibook, 2011 [Extraits en ligne].